# NGC 154
NGC 154는 고래자리 방향에 있는 타원 은하이다.